# Piotroszowate
Piotroszowate (Zeidae) – nieliczna w gatunki rodzina morskich ryb piotroszokształtnych (Zeiformes).

## Występowanie
Ocean Atlantycki, Ocean Indyjski i Ocean Spokojny.

## Cechy charakterystyczne
Ciało wygrzbiecone, krótkie, zwykle pokryte małymi łuskami. Dwie płetwy grzbietowe. W pierwszej 7–10 promieni twardych, w drugiej 22–37 promieni miękkich. W płetwie odbytowej od 1–4 promieni twardych i 20–39 miękkich. W płetwach brzusznych brak promieni twardych. Płetwa ogonowa zaokrąglona. Osiągają od około 70 do 90 cm długości.

## Klasyfikacja
Rodzaje zaliczane do tej rodziny:
Zenopsis  – Zeus